# Park Narodowy Gesäuse
Park Narodowy Gesäuse (niem. Nationalpark Gesäuse) – park narodowy w środkowej części Austrii, utworzony w 2002 roku.

## Opis
Park narodowy Gesäuse został utworzony 26 października 2002 roku. Ma on powierzchnię 113 km². Park położony jest w przełomie rzeki Anizy w północno-wschodniej części Alp Ennstalskich w kraju związkowym Styria.
Tereny parku leżą na wysokości od 490 m n.p.m. do najwyższego punktu parku Hochtor o wysokości 2369 m n.p.m.. W parku znajdują się siedliska skalne, alpejskie łąki oraz lasy.

## Flora
Około połowa obszaru parku jest pokryta lasem. W dolinach dominują lasy łęgowe i klonowo-jesionowe. W niektórych miejscach rosną lasy sosnowe. Znaczną powierzchnię porastają lasy świerkowo-jodłowo-bukowe. Na wyżej położonych terenach pojawia się domieszka modrzewi oraz limby.
Na terenie parku stwierdzono występowanie ponad 1000 gatunków roślin.

## Fauna
Ssaki
Na terenie parku potwierdzono występowanie 48 gatunków ssaków.
Ptaki
W parku potwierdzono występowanie ponad 120 gatunków ptaków.
Na terenie parku odnotowano występowanie gatunki ptaków takich jak: pliszka siwa (Motacilla alba) i górska (M. cinerea), oknówka zwyczajna (Delichon urbicum), muchołówka szara (Muscicapa striata), modraszka zwyczajna (Cyanistes caeruleus), czarnowron (Corvus corone), bogatka zwyczajna (Parus major), dzwoniec zwyczajny (Chloris chloris), kos zwyczajny (Turdus merula), strzyżyk zwyczajny (Troglodytes troglodytes), pierwiosnek (Phylloscopus collybita), dzięcioł czarny (Dryocopus martius), kowalik zwyczajny (Sitta europaea), mysikrólik zwyczajny (Regulus regulus), pełzacz leśny (Certhia familiaris), zięba zwyczajna (Fringilla coelebs), kapturka (Sylvia atricapilla), rudzik (Erithacus rubecula), płochacz pokrzywnica (Prunella modularis), sosnówka (Periparus ater), gil zwyczajny (Pyrrhula pyrrhula), orzechówka zwyczajna (Nucifraga caryocatactes), czubatka europejska (Lophophanes cristatus), czarnogłówka zwyczajna (Poecile montanus), sójka zwyczajna (Garrulus glandarius), kopciuszek zwyczajny (Phoenicurus ochruros), krzyżodziób świerkowy (Loxia curvirostra), piegża (Curruca curruca), grzywacz (Columba palumbus), drozd obrożny (Turdus torquatus), pustułka zwyczajna (Falco tinnunculus), jarząbek zwyczajny (Tetrastes bonasia), czyż zwyczajny (Spinus spinus), czeczotka zwyczajna (Acanthis flammea), siwerniak (Anthus spinoletta), wieszczek (Pyrrhocorax graculus).